# リッチモンド・カレッジ (スリランカ)
リッチモンド・カレッジ（英語: Richmond College, シンハラ語: රිච්මන්ඩ් විද්යාලය）は、スリランカ南部の都市ゴールにあるキリスト教系国立初等・中等学校。1876年、キリスト教プロテスタントにおけるメソジストの宣教師ジョージ・ボーによって「ゴール・ハイスクール」として創立。1882年に現名称に変更された。カリキュラムにはラテン語や宗教の時間も組み込まれ、イギリスの公的試験による評価が行われている。

## 歴史
1887年、学校雑誌の初版が発行される。スリランカで学校雑誌を発行したのは2番目である。同年、学校でクリケットが始められた。1894年、同窓会であるリッチモンド・カレッジOB協会が設立される。2年後にはジェームズ・ダレルの下で本館が建設された。1905年にはマヒンダ・カレッジとの間で第1回リッチモンド・マヒンダ対抗戦が開催され、両校の校長がそれぞれ審判を務めた。その後、ダレル校長はスリランカ中でチフスが流行した際、校内で患者の看護をした。しかし、彼自身もチフスに罹患して命を落とし、ゴールのダーダッラ墓地に埋葬された。また、W・J・T・スモール校長も事故で命を落とし、ダレル校長の隣に埋葬されている。
1912年、商業の時間が導入され、同年にはサッカーも始められた。1926年には新しい図書館が建設され、同年には理科社会の授業も始められた。
1940年以降、学校の運営は地元の卒業生に委ねられた。卒業生E・R・デ・シルヴァが責任を担い、スリランカ人初の校長に就任した。
1962年、リッチモンド・カレッジは宣教団からスリランカ政府に移管され、同校初の仏教徒校長であるD・G・ウェリカラが就任した。同校は国立化に最も成功した学校として教育大臣から評価された。
また、リッチモンド・カレッジはスリランカで初めて農業を教科に組み込んだ学校でもある。

## 関連人物

### 主な卒業生
- D・A・ラージャパクサ - 政治家、元セイロン議会議員。
- ウィジャヤナンダ・ダハナーヤカ - 政治家、第5代セイロン首相。
- マヒンダ・ラージャパクサ - 政治家。第22代スリランカ首相（現職）